# Lombardski savez
Lombardski savez ili Lombardska liga bio je politički savez gradova Sjeverne Italije, osnovan oko 1167. Cilj saveza bio je zajedničko suprotstavljanje Fridriku I. Barbarossi, koji je htio uspostaviti snažnu carsku vlast u Italiji, za vrijeme svojih borbi protiv papa i samostalnih talijanskih gradova komuna.

## Sastav
U Savezu je u početku bilo 26 gradova, a kasnije je njihov broj narastao na 30 sjevernotalijanskih gradova. Od poznatijih gradova u savezu su bili:
- Milano
- Piacenza
- Cremona
- Bergamo
- Brescia
- Bologna
- Genova
- Padova
- Modena
- Treviso
- Vicenza
- Venecija
- Verona
- Lodi
- Parma tada zvana Concordia

## Savez protiv Fridrika I. Barbarosse
Lombardski savez je direktno podržavao papu Aleksandra III, koji je želio da smanjiti uticaj carsku vlast u Italiji. Fridrik I. Barbarossa pretrpio je teški poraz od Lombardskog saveza i papinskih snaga 29. svibnja 1176. u Bitci kod Legnana.
Nakon toga poraza mirom u Veneciji 1177. papa Aleksandar III i Fridrik I. Barbarossa potpisuli su primirje, koje je trajalo od 1178. do 1183. Poraženi Barbarossa priznao je papi suverenitet nad Rimom i papinskom državom, a papa njemu carsku vlast u Italiji. Nakon toga Savez i car Barbarossa sklopili su Mir u Konstanzu 1183., po klauzulama tog sporazuma, lombardski gradovi pristali su na lojalnost caru, a car je njima dao pravo da biraju lokalnu vlast (biraju konzula, kojeg je morao potvrditi car).

## Savez protiv Fridrik II.
Lombardski savez je obnovljen u više navrata nakon 1198., staru slavu povratio je 1226. suprotstavljajući se naporima cara Fridrik II. da stekne veću carsku vlast. Nakon što je Fridrik II. zauzeo Vicenzu i pobijedio Lombardski savez u Bitci kod Cortenuove 1237., gradovi saveza molili su ga za mir. Milano je nudio isplatu velike količine novca i poslušnost u zamjenu za mir. Fridrik II. je to odbio i zahtijevao potpunu bezuvjetnu predaju Milana. Na taj način je onemogućio mirno zaposjedanje gradova Lombardskog saveza, jer su Milano i pet drugih gradova, odbili bezuvjetnu predaju, pa se rat nastavio. Fridrik je u listopadu 1238. bio prisiljen da odustati od opsade Brescie, jer su mu protivnici bili dovoljno jaki.
Uz podršku pape Lombardski savez je uspješno odbio sve Fridrikove napade. Lombardski savez raspušten je 1250., nakon smrti njihovog glavnog protivnika Fridrika II.